# Jean-Claude Andruet
Jean-Claude Andruet (13 de agosto de 1942) es un piloto de rally francés, actualmente retirado que ha competido en el Campeonato de Europa de Rally, siendo vencedor en 1970  y subcampeón en 1981. Logró dos campeonatos de Francia, en 1968 y 1970.

## Trayectoria

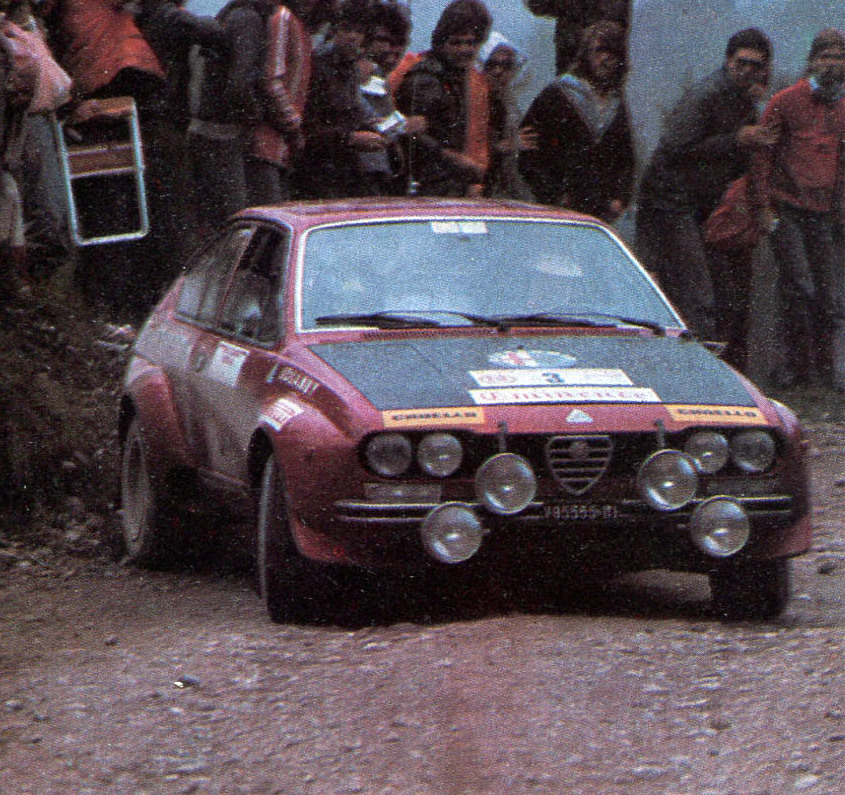
Andruet en acción sobre Alfa Romeo Alfetta GT en 1975

Andruet también participó en el Campeonato Mundial de Rally donde logró tres victorias. Compitió con Lancia y Citroën.

### Victorias WRC
| # | Año  | Rally               | Copiloto             | Automóvil                |
| - | ---- | ------------------- | -------------------- | ------------------------ |
| 1 | 1973 | Rally de Montecarlo | Michele Petit        | Renault-Alpine A110 1800 |
| 2 | 1974 | Rally de Córcega    | Michele Petit        | Lancia Stratos HF        |
| 3 | 1977 | Rally de San Remo   | Christian Delferrier | Fiat 131 Abarth          |